# Collegio dei Gesuiti (Trento)
L'edificio che attualmente ospita la biblioteca comunale di Trento e la Sede Provinciale delle ACLI, in passato è stato sede del Collegio tridentino della Compagnia di Gesù, caserma durante le guerre napoleoniche, Seminario e lungamente conteso fra seminario e comune di Trento.

## Il collegio tridentino della Compagnia di Gesù

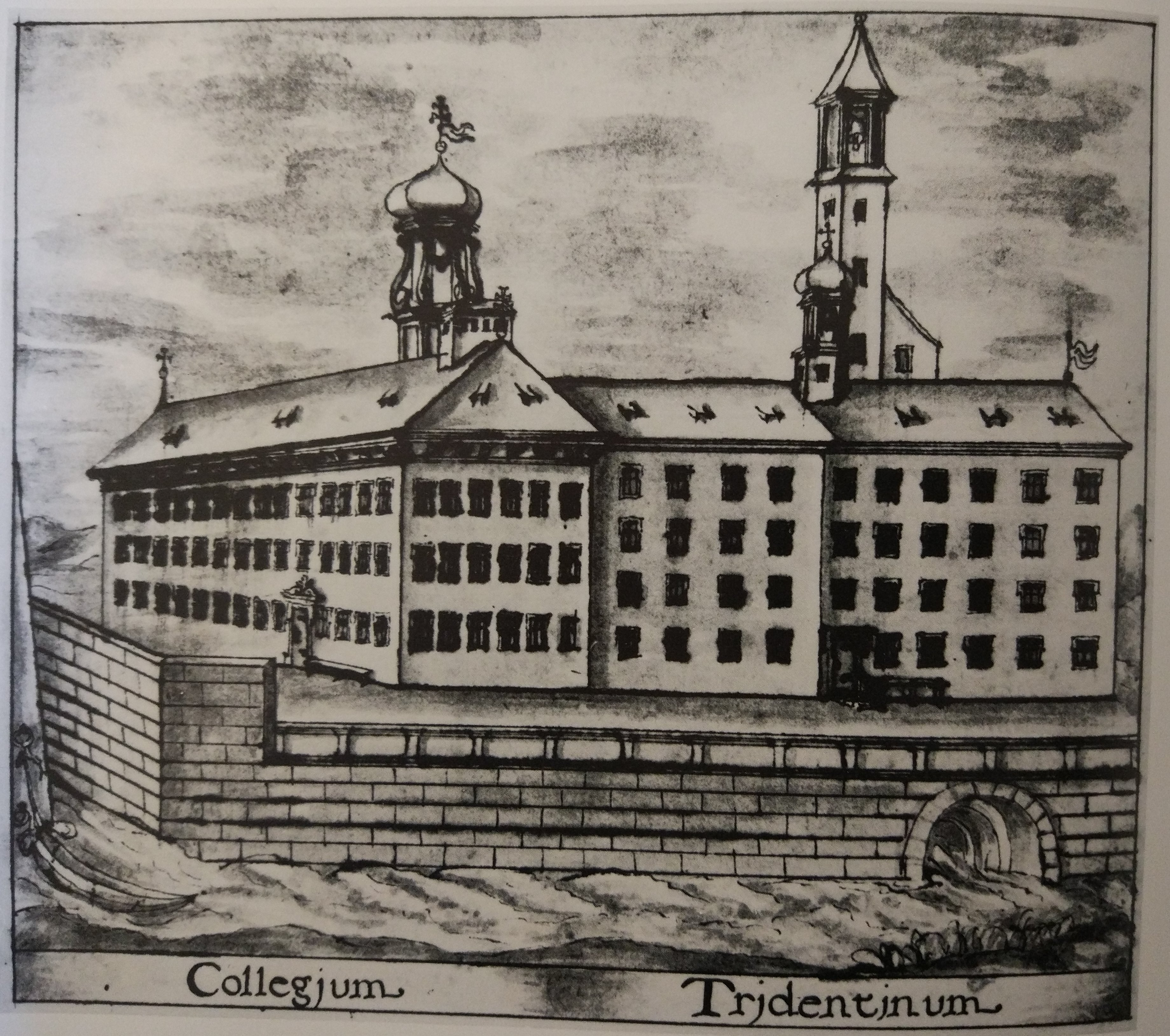
Penna e acquerello di Johann Hörmann (1651 - 1699)

Nel XVI secolo, allo scopo di garantire continuità all'insegnamento fino a quel momento delegato alle figure degli insegnanti privati per le famiglie più facoltose o alle istituzioni religiose ma limitato agli ecclesiastici, il cardinale Cristoforo Madruzzo propose in momenti diversi l'introduzione in città di ordini religiosi con finalità pedagogiche.
La prima proposta, risalente al 1552, venne discussa nel consiglio cittadino che rifiutò l'ingresso in città dei padri teatini ritenendo più importante "vedere la gioventù alla mercatura che alle lettere". Un secondo tentativo venne bocciato l'anno successivo. 
Il contesto era ulteriormente complicato dalla diffidenza del principe vescovo che non intendeva redistribuire i benefici concessi agli ordini già presenti in città. Il 9 novembre 1623 si giunse ad un accordo stipulato tra la comunità trentina e la Compagnia di Gesù, questa veniva accolta come meri "maestri" nell'esistente scuola comunale ma con il divieto di acquisire immobili. 
Negli anni successivi vi fu un aumento improvviso del numero di alunni che nel 1641 erano 470, gli insegnanti della Compagnia di Gesù diventarono 20 e si fece strada l'idea di fondare un collegio. L'abile uso di cavilli giuridici mise in discussione la convenzione e il divieto di acquisto di immobili, nel 1627 venne concessa ai gesuiti la basilica di Santa Maria Maggiore. Nel 1628 venne acquistato un immobile nell'attuale via Belenzani. Negli anni successivi, tra donazioni, lasciti, investiture ecc l'ordine accumulò un capitale che intendeva usare per costruire un collegio situato in posizione centralissima. Il primo progetto fu di un edificio in piazza del Duomo con un impianto simile a quello poi in effetti realizzato nel luogo attuale. Quest'ipotesi venne bocciata dai consoli della città, alcune famiglie di notabili avrebbero dovuto infatti essere sfrattate per permettere l'edificazione del collegio e questo venne ritenuto non sostenibile. 
Si susseguirono diverse ipotesi di acquisto di edifici già esistenti con relativa presentazione di progetti di edificazione o ristrutturazione, venne acquisito un immobile che poi si rivelò inadeguato per l'edificazione del collegio. Nel 1649 si giunse, infine all'acquisto di un edificio sito in via Lunga e chiamato "Palazzo da Povo", vennero acquistati anche alcuni edifici adiacenti. Ricominciò la minuziosa redazione di una serie di progetti ma alla costruzione definitiva si arrivò solo nel 1670, rimanevano da dirimere la controversia con la famiglia Costede che si rifiutava di cedere l'omonima Torre. Questa, impedendo la costruzione "nec supra nec infra" venne poi riutilizzata come campanile della chiesa di San Francesco Saverio che venne edificata nel 1711. 

## Il seminario
Il 21 luglio del 1773 papa Clemente XIV decise la soppressione della Compagnia di Gesù, il principe vescovo decretò il proseguimento dell'attività didattica del Ginnasio, nel giugno del 1774 i beni della Compagnia passarono in potestà del Seminario, tra questi l'edificio del collegio, la chiesa di San Francesco Saverio (rinominata chiesa del Seminario) e il giardino all'italiana affacciato sull'Adige. Nacque una disputa tra Comune e Seminario, l'erogazione da parte del comune di un importo annuale per il mantenimento del pubblico ginnasio aveva infatti fatto nascere illusioni di diritti preferenziali. 

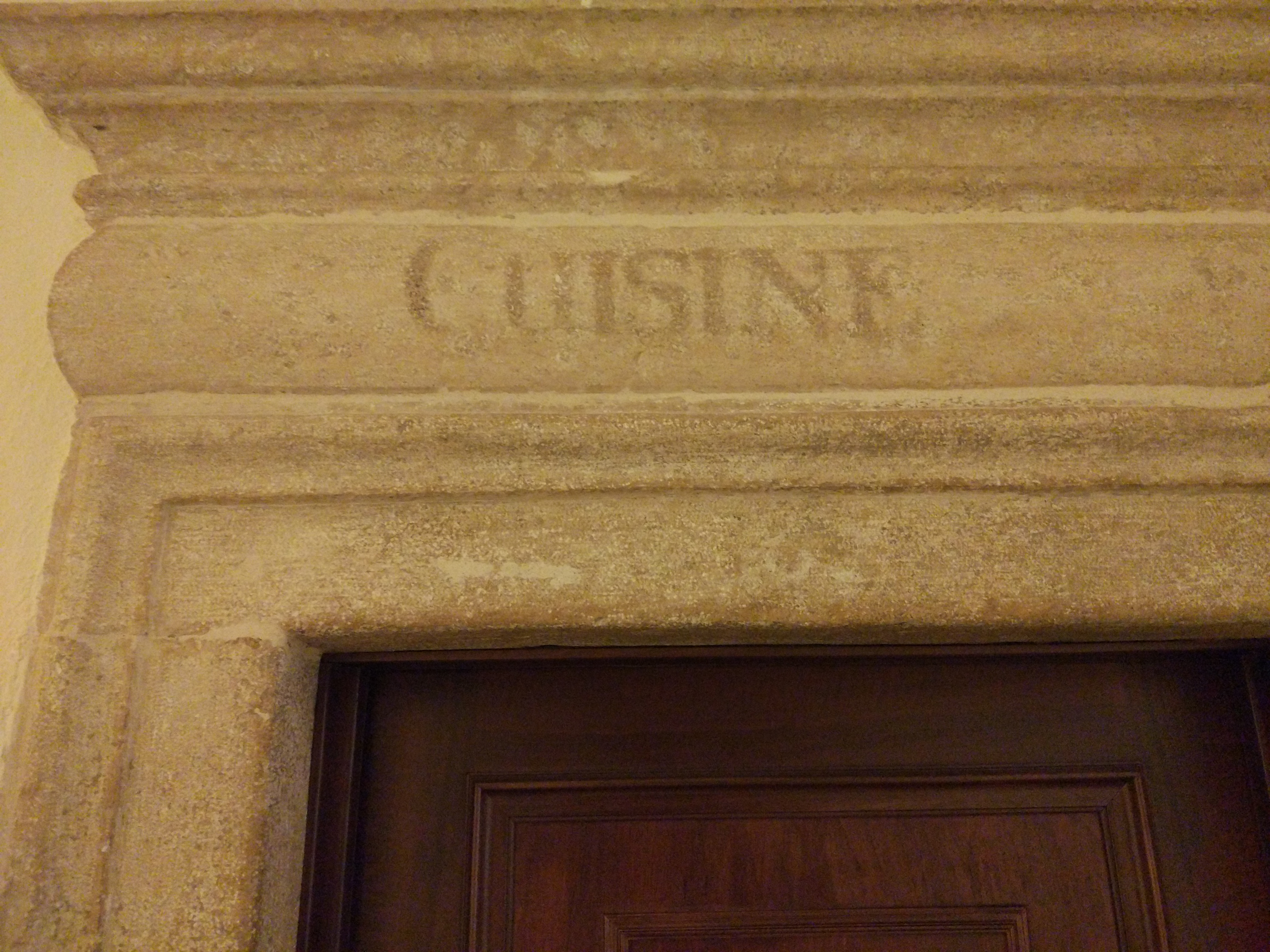
Scritta in francese sopra una porta interna, ricordo dell'uso dell'edificio durante le guerre napoleoniche.

Nel frattempo l'edificio subiva devastazioni varie in seguito alla guerre napoleoniche, fu usato come caserma, aquartieramento e ospedale militare, venne riconsegnato al magistrato consolare solo nel 1807 e in pessime condizioni, nel frattempo vi era stato anche un incendio, stucchi e ritratti che ne ornavano le pareti erano stati rimossi e raschiati. Vi fu una parziale risistemazione ma nel 1808 e nel 1809 vi furono nuovi passaggi di soldati francesi che vennero nuovamente alloggiati nell'edificio.
Nel 1812 il Liceo venne spostato di sede presso il monastero delle Clarisse urbaniste della Santissima Trinità, il Ginnasio venne spostato nel 1816, rimase nell'edificio il seminario vescovile, dal 1830 al 1840 il numero di studenti di teologia aumentò fino a oltre 200, venne progettata una seconda ala, parallela a quella già presente, che non venne però mai realizzata per le difficoltà nell'inglobazione della chiesa della soppressa confraternita del Carmine, questo piccolo edificio e le modifiche al progetto per aggirare questo ostacolo già nel passato erano stati una spina nel fianco per la Compagnia. 
Alle difficoltà, anche economiche, per il progetto di ristrutturazione si aggiunse un riaccendersi della controversia fra seminario e municipio sulla proprietà e sui termini temporali all'utilizzo dell'edificio, si giunse infine ad una definitiva assegnazione dell'edificio al seminario ma senza un'effettiva fonte storica o giuridica certa. La controversia si riaccese negli anni successivi e solo nel 1882 si giunse ad un accordo, l'edificio veniva assegnato al seminario vescovile che avrebbe concesso l'uso di alcuni spazi per le scuole civiche.
L'edificio così rimaneggiato si rivelò ben presto inadeguato per il seminario, nel 1896 venne deliberata la costruzione di un nuovo seminario e la messa in vendita del vecchio edificio. Dopo alcune esitazioni si fece avanti il comune, l'atto di compravendita risale al 1903, l'acquisto da parte del comune comprendeva l'area dell'ex collegio, una parte dell'edificio rimase di proprietà del comitato diocesano.

## Il Novecento
La parte più consistente dell'edificio venne consegnata al comune solo nel 1907, una volta terminato il nuovo seminario, il prezzo complessivo pagato fu di 150.000 corone. 
In adiacenza alla chiesa il comitato diocesano fece costruire una sala adibita a conferenze, il progetto in stile liberty fu opera dell'architetto trentino Emilio Paor (1863-1935), se da un lato è uno dei pochi esempi di puro stile liberty presenti in città dall'altro ha il demerito di aver comportato la definitiva distruzione del giardino all'italiana allestito dai Gesuiti per incorniciare chiesa e collegio, all'epoca prospicienti il corso dell'Adige. Durante la prima guerra mondiale l'edificio viene nuovamente adibito a caserma. 
Nel 1919 viene deliberato il trasferimento della Biblioteca comunale al primo piano e dell'Archivio di Stato nel secondo e terzo piano. A questo scopo vennero demoliti e ricostruiti un giroscale, venne creata una nuova porta di ingresso. L'inaugurazione ebbe luogo il 30 dicembre del 1921.